# Planet Moon Studios
Planet Moon Studios – amerykańskie studio produkujące gry komputerowe, mające swoją siedzibę w San Francisco w stanie Kalifornia.

## Wykaz gier
- 2000: Giants: Citizen Kabuto
- 2003: Armed and Dangerous
- 2005: Infected
- 2007: 
  - After Burner: Black Falcon
  - Smarty Pants